# Allan Larsson
Yngve Allan Gillis Larsson (ur. 3 kwietnia 1938 w m. Bredaryd) – szwedzki polityk, dziennikarz i związkowiec, poseł do Riksdagu, w latach 1990–1991 minister finansów.

## Życiorys
Studiował na Uniwersytecie w Lund. Zajmował się dziennikarstwem, pracował jako reporter w „Aftonbladet” i „Dagens Nyheter” oraz w telewizji Sveriges Television. W latach 1979–1982 był redaktorem naczelnym magazynu „Vi”. Zaangażował się w działalność polityczną w ramach Szwedzkiej Socjaldemokratycznej Partii Robotniczej. Był też etatowym działaczem związkowym w ramach organizacji Metall, w której m.in. kierował działem badawczym. W latach 1974–1976 pełnił funkcję sekretarza stanu w resorcie pracy. Od 1983 kierował państwową agencją pracy i zatrudnienia Arbetsmarknadsstyrelsen.
W latach 1990–1991 zajmował stanowisko ministra finansów w drugim rządzie Ingvara Carlssona. Od 1991 do 1995 sprawował mandat posła do Riksdagu. W latach 1992–1994 wchodził w skład rady gubernatorów Banku Szwedzkiego.
Po odejściu z krajowej polityki podjął pracę w strukturze Komisji Europejskiej. Od 1995 do 2000 był dyrektorem generalnym dyrekcji odpowiedzialnej za kwestie zatrudnienia i spraw społecznych. Następnie do 2005 przewodniczył radzie dyrektorów Sveriges Television. W latach 2003–2012 pełnił funkcję prezydenta Uniwersytetu w Lund. Udzielał się w różnych międzynarodowych gremiach doradczych, był też specjalnym doradcą przewodniczącego KE Jeana-Claude’a Junckera do spraw europejskiego filara praw socjalnych.